# Icaño (Santiago del Estero)
Icaño es una localidad del departamento Avellaneda, provincia de Santiago del Estero, Argentina.

## Población
Cuenta con 1,975 habitantes (Indec, 2010), lo que representa un incremento del 15% frente a los 1,568 habitantes (Indec, 2001) del censo anterior.
| Gráfica de evolución demográfica de Icaño entre 1991 y 2010 |
|                                                             |
| Fuente: Censos nacionales del INDEC                         |

## Trincheras de Icaño
Es una festividad folclórica popular que se realiza todos los febrero de cada año.
En esta fiesta tradicional personas de todo el país se reúne para revivir viejas épocas.
En el 2015 fueron organizadas por la Comisión municipal local, con el auspicio del Gobierno provincial y enmarcadas en el Carnaval Federal de la Alegría, que dieron inicio este fin de semana las tradicionales trincheras de carnaval en esta localidad.
Cientos de familias participaron en las dos primeras jornadas, donde las altas temperaturas fueron propicias para el juego de carnaval, con harina, bombitas, espuma y sobre todo abundante agua.
El reservorio natural que almacena agua de un brazo del río Salado, fue el lugar preferido para pasar las tardes, otros tantos se ubicaron debajo de los añosos algarrobos, mate y tortilla de por medio. Muchos también eligieron el lugar donde están apostados los artesanos y los stands de distintas instituciones que ofrecen al público sus productos.
Cerca de las 18, y con el sol a pleno, los artistas comienzan a amenizar la fiesta desde el escenario, e inmediatamente se forma el "patio bailable", donde no falta el barro y el agua para "bañar" a los desprevenidos bailarines.
Los jinetes son protagonistas con las destrezas criollas y el juego de rienda. El particular espectáculo concita la atención de los visitantes, especialmente turistas. Al finalizar, los ganadores se alzan con importantes premios.
La peña nocturna incluye la presentación de numerosos conjuntos y artistas locales y nacionales.

## Sismicidad
La sismicidad del área de Santiago del Estero es frecuente y de intensidad baja, y un silencio sísmico de terremotos medios a graves cada 40 años.
El 4 de julio de 1817 (207 años), sismo de 1817 de 7,0 Richter, con máximos daños reportados al centro y norte de la provincia, donde se desplomaron casas y se produjo agrietamiento del suelo, los temblores duraron alrededor de una semana. Se estimó una intensidad de VIII grados Mercalli. Hubo licuefacción con grandes cantidades de arena en las fisuras de hasta 1 m de ancho y más de 2 m de profundidad. En algunas de las casas sobre esas fisuras, el terreno quedó cubierto de más de 1 dm de arena.
Aunque la actividad geológica ocurre desde épocas prehistóricas, el sismo del 20 de marzo de 1861 (164 años) señaló un hito importante dentro de la historia de eventos sísmicos argentinos ya que fue el más fuerte registrado y documentado en el país. A partir del mismo la política de los sucesivos gobiernos provinciales y municipales han ido extremando cuidados y restringiendo los códigos de construcción. Pero solo con el terremoto de San Juan de 1944 del 15 de enero de 1944 (81 años) los Estados provinciales tomaron real estado de la gravedad sísmica de la región.